# اليوم الوطني للشمس

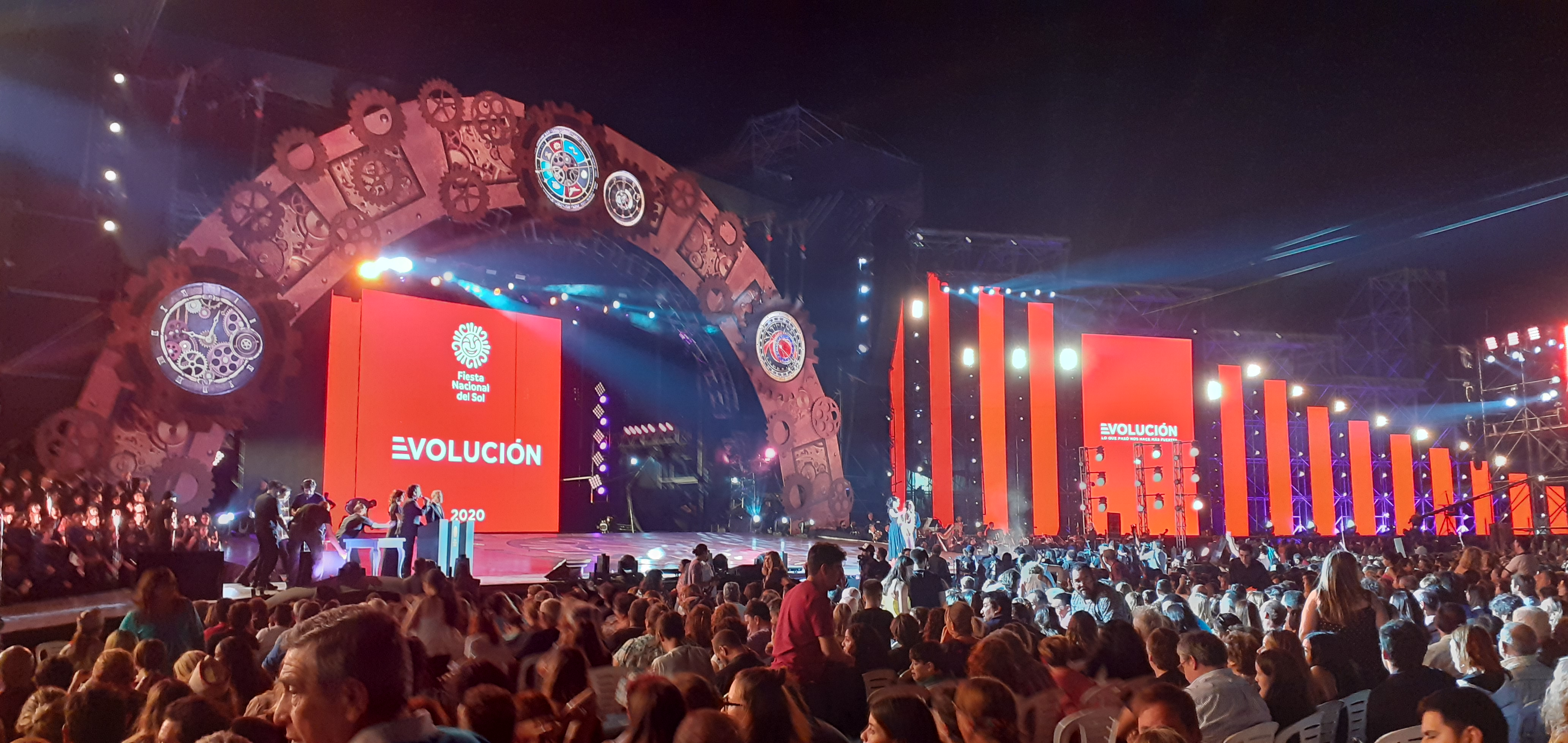

اليوم الوطني للشمس (بالإسبانية: Fiesta Nacional del Sol) هو احتفال سنوي شعبي يجري في مدينة سان خوان وغيرها من المواقع في محافظة سان خوان بالأرجنتين. عادةً ما يُحتفل بهذا اليوم في شهر شباط/فبراير من كل عام ويُحقق للدولة بعض المنافع والمزايا الاقتصاديّة بسبب إقبالِ الأرجنتينيين عليه. يشملُ الاحتفال بعض الأنشطة والمُسابقات بما في ذلك مسابقة ملكة جمال الشمس التي تتنافس عليها تسعة سيّدات من تسعة محافظات.

## التاريخ
عُقدَ أول يوم وطني للشمس في عام 1972 وذلك بطلبٍ من مدير السياحة في محافظة سان خوان غييرمو بارينا غوزمان. بحلول عام 1993 وبقرار من سكرتارية المهرجانات في دولة الأرجنتين أصبحَ الاحتفالُ يومًا وطنيًا وسُميّ رسميًا باليوم الوطني للشمس.

## جدولة المهرجان
يُعقد اليوم الوطني للشمس على مدار أيام مختلفة كما يشملُ عددًا من المواقع في المحافظة المعنيّة. عادةً ما يمتدُ المهرجان لمدة خمسة أيام تتخلله مجموعة من الأنشطة والحفلات والمُناسبات.

### فن الطهو
تستضيفُ قاعة المعرض مسابقة لفنّ الطهو على مدى ثلاثة أيام ويتم ذلك داخل حدود مدينة سان خوان. إلى جانب هذا؛ هناكَ معرض للزراعات والصنّاعات كما تعملُ المؤسسات الإقليمية والوطنية على إدارة السياحة وتسهر على أداء الفرق الموسيقية في كل ليلة على المستوى الوطني وعلى مستوى جميع المحافظات.

### الحفلات الموسيقيّة
يشهدُ هذا اليوم كذلك بعض الحفلات الموسيقية التي يحضرها عددٌ من الشخصيات كما تُشارك عدد منَ العربات في الاحتفال بهدف حملِ ملكة الشمس حال انتخابها من أجل الاحتفاء بها من خلال الطوفان بها عبر شوارع وسط المدينة. عادة ما يحضر هذا الحدث ما يقرب من 100,000 متفرج يتجمهرونَ على حواف الشوارع والأرصفة وتُقدم لهم الهدايا التي تُلقى من السيارات مثلَ الفاكهة وغيرها.

### المعرض النهائي
يُعدّ هذا الحدث فريدًا من نوعهِ حيث يحضره ما بين 800 حتّى 1000 منَ الفنانين على خشبة المسرح مُعلنين بذلك انطلاق الأهازيج. يتخلل الحفل حفلات راقصة مُختلطة بوجود مختلف أنواع النبيذ والشراب وغير ذلك من الأطعمة. تُنتخب في نهاية المطاف ملكة الشمس ثم ينتهي اليوم الوطني من خلال عرض ألعاب ناريّة يستمرُ لمدة 40 دقيقة.